# Szabó Pál (költő)
Diószegi Szabó Pál (Hódmezővásárhely, 1974. január 20. –) magyar jogász, történész, középkorkutató, költő, műfordító.

## Életpályája
Családja – anyai ágon – a partiumi Bihardiószegről származik. A hódmezővásárhelyi Bethlen Gábor Gimnáziumban érettségizett biológia-kémia tagozaton. A  szegedi József Attila Tudományegyetem Állam- és Jogtudományi Karán jogi diplomát 1999-ben, majd a SZTE Juhász Gyula Tanárképző Főiskolai Karon történelem szakos általános iskolai tanári diplomát (2003), a Bölcsészettudományi Karon történelem szakos középiskolai tanári diplomát (2006) szerzett. Ezt követően az SZTE BTK Történelemtudományi Doktori Iskola medievisztikai (középkortudományi) alprogramjának Ph.D. hallgatója (2007-2010). 
2010–2014 között az SZTE BTK Történeti Intézetének tudományos segédmunkatársa, az OTKA kutatási programja keretében (Magyar–bizánci kapcsolatok a 10–15. században a történelem, politika, művelődéstörténet, egyház és jog területén). Az Szegedi Tudományegyetem Állam- és Jogtudományi Karának (Európai Jogtörténeti Tanszék) tudományos munkatársa (2017-2022). 2014-2019 között Hódmezővásárhely Megyei Jogú Város önkormányzati képviselője. MTA-ELTE (HUN-REN-ELTE) Jogtörténeti Kutatócsoport tudományos munkatársa (2022-2023). A Kortárs Női Reflexiók Fóruma (KNRF, Budapest) tudományos munkatársa (2023-).
PhD fokozat (történelemtudomány, medievisztika, 2014, SZTE BTK). A disszertáció címe: 1440-Nándorfehérvár első oszmán-török ostroma. (A védés eredménye: summa cum laude, 100%).
Főbb kutatási témái: A bizánci-magyar kapcsolatok (hungaro-bizantinológia), a Német Aranybulla (1356) és magyar nyelvű teljes fordítása. 
A bizánci jog hatása a középkori magyar jogrendszerre, ítéletkiszabási gyakorlatra. A római jog és a bizánci jog kutatása: császári jogalkotás. A Bizánci Birodalom a 13–15. században.
A középkori magyar jogtörténet: szokásjog, dekrétumok, jogintézmény kutatás, ítéletrekonstrukció, történeti tényállás-azonosítás.
Magyar–bizánci–oszmán-török–szerb kapcsolatok a 14–15. században, elsősorban hadtörténeti-politika történeti vonatkozásban, Szendrő, Nándorfehérvár korai oszmán–török ostromai.

## Tudományos közleményei (válogatás)
- Merénylet a merénylet árnyékában? – Megjegyzések Csépán nádor halálához. In: X. RODOSz Konferencia kötet. Szerk. Kovács Cs.–Székely I.–Székely T.  Kolozsvár, 2009. 380–391.
- Árukidobás a tengeren?–A bizánci nomosz rhodión nautikosz római jogi párhuzamairól. In: Középkortörténeti tanulmányok 6. Szerk. G. Tóth P.–Szabó Pál 2010 Szeged. 217–218.
- „Ahol Magyar Királyságunk épsége ered” –Nándorfehérvár első török ostroma (1440). In: „Diadalmas viadalmak” Belvedere Meridionale 2010/XXII. 3–4. 59–85.
- .„effodit oculos” –A megvakítás büntetésének bizánci eredetű gyakorlatáról a XI–XIII. századi Magyarországon. Jogelméleti Szemle 2011/2 (június 17. http://jesz.ajk.elte.hu)
- „ultra omnia funeralia” A meggyilkoltakért még fizetni kell? Megjegyzések egy különös középkori temetési gyakorlathoz. XII. RODOSz konferenciakötet II., Kolozsvár 2011, 217–234.
- Száműzetés az egyházba? –VII. Bíborbanszületett Konstantín császár rendeletei a szándékos gyilkosok asylum jogáról és a környező jogi régiók szabályozása. Jogelméleti Szemle 2012/2. (július 15. http://jesz.ajk.elte.hu)
- „fogságba került, és … ágasra húzatta”– A bizánci források jogi szóhasználata és az akasztás végrehajtásának bizánci gyakorlata Bulcsú kivégzése kapcsán Publicationes Universitatis Miskolcinensis. Sectio Iuridica et Politica 30. (2012)161–185.
- Querfurti Bruno levele II. Henrik német királyhoz. Fordította és jegyzetekkel ellátta: Szabó Pál, Belvedere Meridionale 2012 (tél) XXIV. évf. 4. 137–142.
- Hol is van Szkítia? – egy földrajzi fogalom történeti topográfiai változásairól. Belvedere meridionale, 2014. (26. évf.) 3. sz. 22-48. p.
- Megjegyzések a középkori nomád harcmodor ókori előzményeihez. In: „Szkítiától Hispániáig” Belvedere Meridionale 2009/ XXI. 1–2. 79–86.
- Névtelen bizánci krónikák Nándorfehérvár első török ostromáról. In.: A Kárpát-medence, a magyarság és Bizánc. Szerkesztette: Olajos Terézia. Szeged 2014. 275–289.
- Palladius Rutilius Taurus Aemilianus: A földművelésről, az állatgyógyászatról, az oltásról. Fordította, a jegyzeteket és az utószót írta: Hoffmann Zsuzsanna. A XV. könyvet Diószegi Szabó Pál fordította. Szeged, 2015. 221–226.
- 1440 – Nándorfehérvár első oszmán-török ostroma és előzményei. Doktori értekezés; Areión Könyvek, Szeged, 2015
- Elvinni… vagy elvenni? – VI. (Bölcs) Leó császár rendelete és annak előzményei a nőrablásról. Publicationes Universitatis Miskolcinensis. Sectio Juridica et Politica. Tomus XXXIII. Miskolc. 2015. 101–121.
- „a nyakazás ezúttal elmarad” –Madách és a halálbüntetés kérdése. In.: XXIII. Madách Szimpózium. Szerk.: Máté Zsuzsanna, Varga Emőke. Szeged-Balassagyarmat 2016. 68–106.
- „Nem bírok kiszámított ékesszólással…” Az 1843–44. évi esküdtszéki vita és Madách Imre beszéde az esküdtszékek mellett. In.: XXIV. Madách Szimpózium. Szerkesztők: Máté Zsuzsanna, Varga Emőke. Szeged–Balassagyarmat 2017. 27–86.
- Csata Belgrádnál – A vár 1717. évi császári ostroma és elfoglalása Évkönyv 7. Vajdasági Magyar Helytörténeti Egyesület. Szerkesztő: Szedlár Rudolf. Topolya, 2017. 105–116.

## Szépírói munkássága, versmegzenésítései
Diákkorában a SZTE Hökkentő és SZTEreo c. lapja közölte verseit, majd  később a Szegedi Szépírásban (2008. szeptember), az Irodalmi Jelenben (2007. december, 2008. január) és a Partiumban (2007 – 2016) publikált. Verseit közölte, többek között, az Agria, a Pannon Tükör, a Palócföld, a Vásárhelyi Látóhatár, az Új Nautilus, a SzegediLap.hu. Antológiákban, gyűjteményes kötetekben pedig a Szegedtől Szegedig antológia (2004-2016), a Szegedi Horizont (2017), illetve a 24 karát (2017).
Irodalmi publikációiban, írói névként, a Diószegi írói előnevet használja.
Mindemellett irodalomtörténeti tanulmányokat, kritikákat, recenziókat is ír (Magyar Napló, Irodalmi Magazin, Partium).
Verseit saját megzenésítéseivel adja elő, amelyek YouTube csatornáján is meghallgathatóak. "A dallam mindig az adott versre születik, azt bontja ki, sosem fordítva.”A Diószegi Sounds kvartett (2020-), majd trió formációban (2024-) előadva a magyar énekelt vers, a népzenei motívumok, a modern és alternatív popzene, valamint némi jazzes és improvizatív hangzásvilág jeleníti meg a klasszikus stílusban írt versek ritmikai-poétikai motívumait.

## Ars poeticája
„A vers legyen olyan, mint egy bizánci mozaik: apró részekből építkezik és részeiben is az egészet sugallja.”

## Művészet- és tudomány szervezői tevékenysége
2007 februárban indította Rusz Sándor költő barátjával, először csak irodalmi felolvasói estnek szánt rendezvény sorozatot Szegedi Szilánkok címen, amelynek házigazdái voltak. 

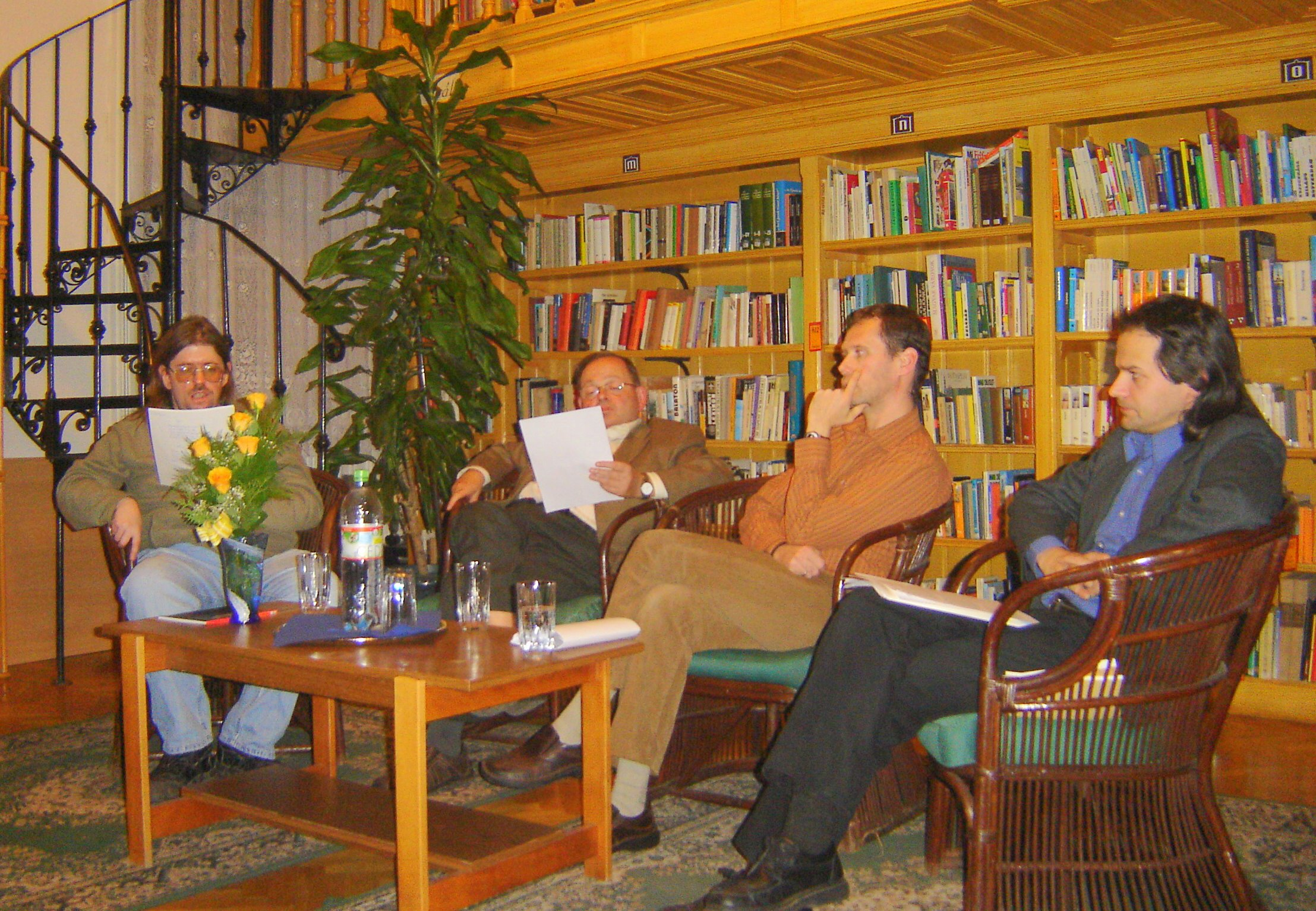
Irodalmi est, balról jobbra Rusz Sándor, Julesz János, Bene Zoltán, Diószegi Szabó Pál (2008. október 28.)

 A Szegedi Szilánkok 2010-ig bezárólag, Rusz Sándor haláláig működött.
2007-ben társalapítója volt a Vásárhelyi Történelmi Körnek, amely azóta történettudományi előadásokat és nyári Történettudományi Találkozókat szervez Hódmezővásárhelyen.

## Ismertebb verseiből
- Magyar Botticelli-diptichon[5]
- Carmen pauperum[6]
- Caravaggio : a jövendőmondó.[7]
- Kepler álma[8]
- Végtelen crescendo[9]
- Magyar rapszódiám[10]
- Konstancai elégia[11]
- Takarásban élni, Prológ[12]

## Nyomtatásban megjelent verseskötetei
- Kamaszkomédia Shakespeare köpenyében; Fiatal Szegedi Írók Köre, Szeged, 2007[13]
- IdőmÉrték. Húsz év verseiből, 1991–2011; Szabó Pál, Hódmezővásárhely, 2011[14][15]
- Pár-atlan én-ek. Versek, 2011–2014; Hungarovox, Bp., 2014[16]
- Mintha az Idő is tükörbe nézne; Hungarovox, Bp., 2017
- Carmina Hungaricana, új versek, 2017–2019; Palócföld Könyvek, Salgótarján, 2019
- Hegymagasság, tengermély, versek, 2019-2022; Coldwell Art Bt, Budapest-Szeged-Hódmezővásárhely, 2022

## IdőmÉrték c. kötet méltatásai (2011)[17]
Szabó Pál irodalmi törekvéseit - mint idősebb pályatárs - a kezdetektől figyelemmel kísértem és kísérem ma is. Írásművészetében különösen becsülendő, hogy nem az eddigelé preferált-formát, kötöttséget, tradíciót negligáló -jelenlegi trendhez kapcsolódott, de a nehezebb (egyben nemesebb), az irodalmi hagyományt megőrző, felvállaló, azt szervesen továbbfejlesztve költészetébe olvasztó utat választotta, melyhez következetesen ragaszkodik... Költészete beérett, felnőtt. (Veszelka Attila költő)
Aki a könyv fedelén a címet elolvasva elgondolkodik a szó jelentésén, az fölismeri, hogy nem a posztmodern szócsavarásainak világába csöppent, inkább azt mondanám, hogy a Nyugat költőinek, illetve a későbbi neoklasszicizmus alkotóinak megidézéséről van szó. Kialakulóban van egy olyan művészeti felfogás (nemcsak az irodalomban), amely ismét tiszteletben tartja a mesterségbeli szabályokat, és számít a közönség alkotó együttműködésére. Az 1991-2011 közötti évek termése százötvennyolc alkotás - köztük huszonnégy fordítás is angol, latin, ógörög nyelvből - nemcsak nyelvi, poétikai bravúr, hanem a kortárs-lét lenyomata: egyszerre van jelen a hétköznap és az ünnep, a család és a művész, valamint a példakép. Diószegi Szabó Pál költészete kiforrott, méltó az érdeklődésre, új gondolatokat inspirál. (Árpás Károly költő, író, irodalomtörténész)
Szabó Pál pedig járja a maga útját, őrzi a klasszikus formákat, betelepíti égi lakókkal a tájat, a líra belátható vidékeit, a metrumok zenéjével kérkedik, miközben alkot. (Polner Zoltán író, költő, újságíró)

## Társasági  tagság
- Magyar Bizantinológiai Társaság (tag)
- Vajdasági Magyar Helytörténeti Egyesület (tag)
- Vásárhelyi Történelmi Kör (társelnök, tag)
- Szegedi Írók Társasága (elnök)
- Szegedi Szilánkok (2007-2010, alapító tag)
- Szegedért Alapítvány (művészeti kuratóriumi tag)
- Magyar Írószövetség (tag)
- Magyar Írószövetség Csongrád megyei Írócsoportja (titkár)
- Areión Kulturális Közhasznú Egyesület (tag)
- Madách Irodalmi Társaság (tag)

## Díjak
- SZTE tehetségkutató verspályázata I. díj (2002, 2009), II. díj (2005)
- Csend hangjai – a Nyugat megindításának centenáriuma alkalmából. A Fiumei úti sírkert országos epigrammapályázat elődöntőse (2008)
- "Őszikék" I. díj (a Vásárhelyi Látóhatár irodalmi pályázata, 2015)
- Szeged város alkotói támogatása (2014)
- NKA alkotói díj (2015)
- Szeged város könyvkiadási támogatása (2017, 2019, 2022)
- NKA alkotói díj (2017)

## Külső hivatkozások
- IdőmÉrték c. kötet hódmezővásárhelyi bemutatója, 2011. június 2.
- Szegedi Szilánkok XIII. felolvasói és zenei estjének képei, 2008. december 4.[halott link]
- Szegedi Szilánkok XII. felolvasói estjének képei, 2008. október 28.[halott link]
- Szegedi Szilánkok XI. felolvasói estjének képei, 2008. szeptember 30.[halott link]
- Szegedi Szilánkok X. felolvasói estjének képei, 2008. június. 10.[halott link]